# Hacker (film)
Hacker (v anglickém originále Blackhat) je americký akční thrillerový film z roku 2015. Režie se ujal Michael Mann a scénáře Morgan Davis Foehl. Hlavní role hrají Chris Hemsworth, Tang Wei, Viola Davis, Holt McCallany a Wang Leehom. Film měl premiéru ve Spojených státech dne 16. ledna 2018 a v České republice o jeden den dříve. Hacker vydělal celosvětově pouhých 19,7 milionů dolarů, oproti jeho rozpočtu, který činil 70 milionů dolarů.

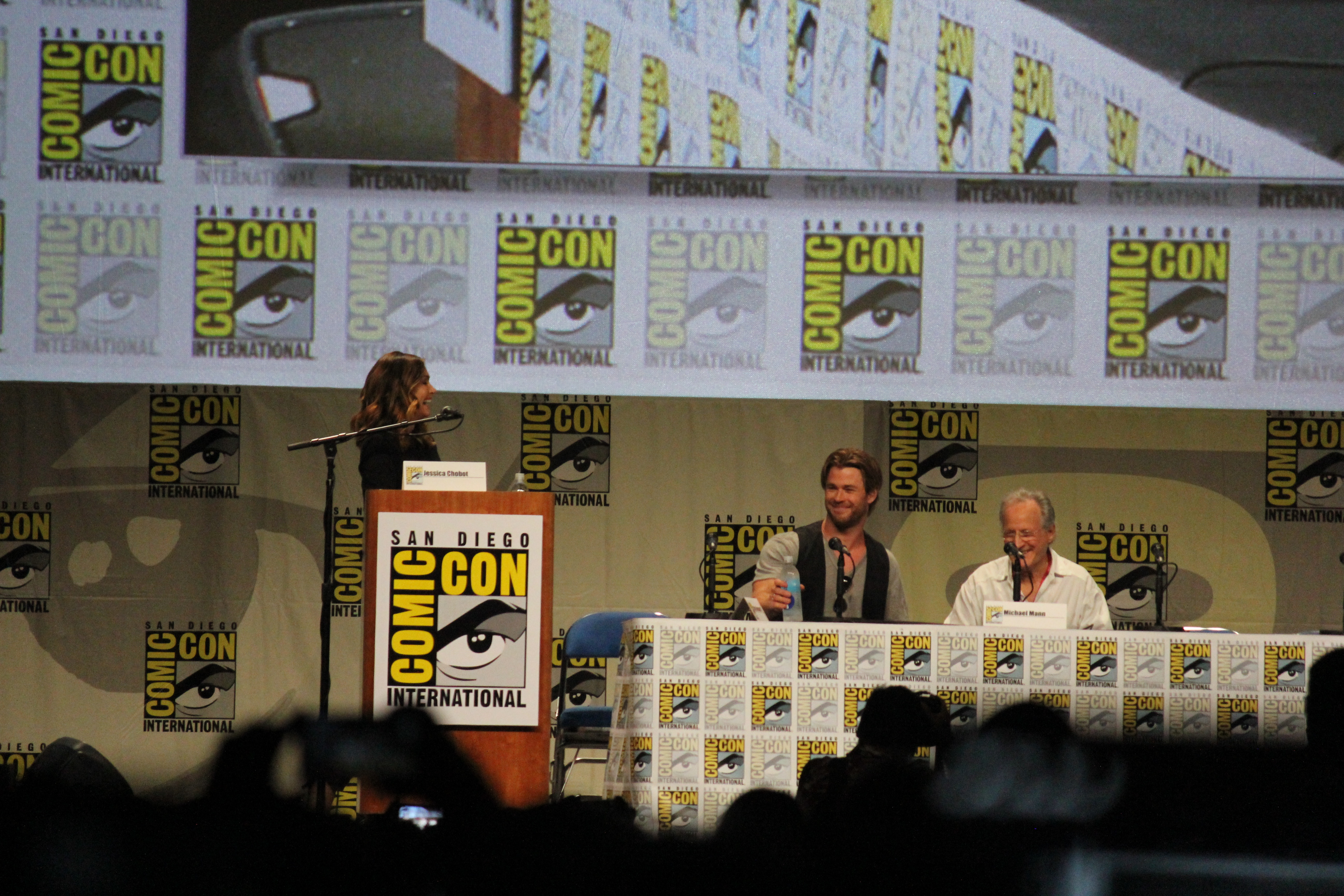
Chris Hemsworth a Michael Mann při propagaci filmu na Comic-Conu v San Diegu v roce 2014.

## Obsazení
- Chris Hemsworth jako Nicholas Hathaway
- Leehom Wang jako kapitán Chen Dawai
- Viola Davis jako spec. agentka Carol Barrett
- Ritchie Coster jako Elias Kassar
- Holt McCallany jako poručík Jessup
- Yorick van Wageningen jako Sadak
- Tang Wei jako Chen Lien
- Andy On jako inspektor Alex Trang
- Manny Montana jako Lozano
- William Mapother jako Rich Donahue
- Archie Kao jako Shum
- Shi Liang jako poručík Zhao
- Cheung Siu Fai jako Chow
- Adrian Pang jako Keith Yan
- Jason Butler Harner jako Frank
- John Ortiz jako Henry Pollack
- Michael Flores jako vězeň
- Alexander von Roon jako reportér
- Leanne Li jako záchranář

## Přijetí

### Tržby
Film vydělal 69 milionů dolarů v Severní Americe a 48,4 milionů dolarů v ostatních oblastech, celkově tak vydělal 117,4 milionů dolarů po celém světě. Rozpočet filmu činil 37 milionů dolarů. Za první víkend docílil druhé nejvyšší návštěvnosti, kdy vydělal 16,6 milionů dolarů.

### Recenze
Na recenzní stránce Rotten Tomatoes získal ze 172 započtených recenzí 33 procent s průměrným ratingem 4,8 bodů z deseti. Na serveru Metacritic snímek získal z 37 recenzí 51 bodů ze sta. Na Česko-Slovenské filmové databázi si snímek k 2. srpnu 2018 drží 53 procent.

### Nominace
Chris Hemsworth za roli získal nominaci na Teen Choice Awards v kategorii nejlepší herec ve filmovém dramatu.